# Kåge Liefwendal
Karl Gustaf Ludvig Liefwendal, känd som Kåge Liefwendal, född 2 oktober 1907 i Engelbrekts församling i Stockholm, död 21 augusti 1982 i Strängnäs domkyrkoförsamling, var en svensk målare, journalist och tonsättare.
Kåge Liefwendal var son till bagarmästaren Gustaf Liefwendal och Hulda Andersson. Efter studentexamen i Strängnäs 1928 bedrev han först musikstudier samtidigt som han periodvis studerade konst vid Otte Skölds målarskola i Stockholm 1929–1933 och för Othon Friesz vid Maison Watteau i Paris 1933–1934. Under parisåret tog han ett starkt intryck av Dick Beers konst. Han debuterade i en grupputställning i Strängnäs 1935 och medverkade sedan 1936 i Strängnäs konstförenings utställningar. Separat ställde han ut tre gånger Strängnäs och en gång på Eskilstuna konstmuseum 1955. Bland hans offentliga arbeten märks altarmålningar till Tofteryd och Åkers kyrkor i Småland och glasmosaiker för Folkets hus i Åker. Han bedrev egen målarskola i Strängnäs 1945–1955. Liefwendal är representerad vid Eskilstuna konstmuseum med målningen Röda jorden och vid Södermanlands läns landsting. 
Han var konst- och musikanmälare för Eskilstuna-Kuriren 1931–1934, Nya Dagligt Allehanda 1942–1944 och Tidningen Folket från 1961. Liefwendal utgav tidskriften "Vår Konst" under tiden 1945–1949 och var redaktör för Svenskt konstnärsgalleri I och II 1948. Han var intendent hos Strängnäs konstförening 1946–1953.
Liefwendal var också pianist och tonsättare. Han komponerade romanser och körverk, var dirigent i Strängnäs manskör från 1961 och Strängnäs damkör från 1963. Han höll föreläsningar för Folkbildningsförbundet.
Kåge Liefwendal var gift flera gånger, första gången 1939–1956 med konstnären Maj Sandmark-Liefwendal (1908–1961) och andra gången 1956–1960 med skådespelaren Ingrid Arehn (1921–1991). Sitt sista äktenskap ingick han 1969 med Kjerstin Ulla Lisa Forsberg (1922–2005). Han fick i första äktenskapet dottern Ulla 1940. Kåge Liefwendal är begravd på Gamla kyrkogården i Strängnäs.

## Verk
- Liefwendals verklista hos Svensk Musik.